# Henry Cavill
Henry William Dalgliesh Cavill (Jersey, 5 mei 1983) is een Brits acteur. Hij speelde onder meer Charles Brandon in de televisieserie The Tudors, Clark Kent (ofwel Superman) in de films Man of Steel, Batman v Superman: Dawn of Justice, Justice League, Zack Snyder's Justice League en Black Adam, Geralt van Rivia in de fantasyserie The Witcher en August Walker in de film Mission: Impossible – Fallout.

## Biografie
Cavill groeide op in Jersey, een klein eiland tussen Engeland en Frankrijk. Hij volgde lessen aan de St. Michael Preparatory School alvorens hij naar de Stowe School, een kostschool nabij Buckingham, gestuurd werd. Hij speelde mee in de verschillende door de school georganiseerde theaterstukken.
Zijn eerste grote filmrol was die als 'Thomas Aprea' in de film Laguna uit 2001. Vervolgens verscheen hij in The Count of Monte Cristo, Goodbye, Mr. Chips,  I Capture the Castle, Hellraiser: Hellworld en  Tristan & Isolde.
Cavill deed auditie voor de hoofdrol in Batman Begins, maar verloor de strijd hiervoor van Christian Bale. Hij solliciteerde in 2005 naar de rol van James Bond. Hoewel hij de sympathie van de regisseur genoot, vonden de producers hem te jong en werd Daniel Craig verkozen. Tevens deed hij auditie voor de rol van Superman in Superman Returns, maar hiermee ging Brandon Routh aan de haal. Empire riep Cavill in december 2005 uit tot 'meest ongelukkige man in Hollywood'. Zeven jaar later werd Cavill alsnog gecast als Superman in de eerstvolgende Superman-film, Man of Steel. Hij speelde die rol vervolgens opnieuw in Batman v Superman: Dawn of Justice (2016), Justice League (2017), Zack Snyder's Justice League (2020) en Black Adam (2022).
Cavill speelt voornamelijk in films, maar werd in 2007 gecast om Charles Brandon te spelen in de historische dramaserie The Tudors. Dit deed hij in alle 38 afleveringen die er van de serie werden gemaakt. Cavill kreeg in 2019 een hoofdrol als Geralt van Rivia in de fantasyserie The Witcher.
Cavill houdt van rugby, maar wegens blessures speelt hij zelf niet meer. Tijdens een interview in 2019 gaf Cavill aan een fervent pc-gamer te zijn.

## Filmografie
| Jaar      | Titel                                 | Rol                                   |
| --------- | ------------------------------------- | ------------------------------------- |
| 2001      | Laguna                                | Thomas Aprea                          |
| 2002      | The Count of Monte Cristo             | Albert Mondego                        |
| 2002      | Goodbye, Mr. Chips                    | Soldaat Colley                        |
| 2003      | I Capture the Castle                  | Stephen Colley                        |
| 2004      | Red Riding Hood                       | The Hunter                            |
| 2005      | Hellraiser: Hellworld                 | Mike                                  |
| 2006      | Tristan & Isolde                      | Melot                                 |
| 2007      | Stardust                              | Humphrey                              |
| 2007–2010 | The Tudors                            | Charles Brandon                       |
| 2008      | Blood Creek                           | Evan Marshall                         |
| 2009      | Whatever Works                        | Randy James                           |
| 2011      | Immortals                             | Theseus                               |
| 2012      | The Cold Light of Day                 | Will Shaw                             |
| 2013      | Man of Steel                          | Clark Kent / Kal-El / Superman        |
| 2015      | The Man from U.N.C.L.E.               | Napoleon Solo                         |
| 2016      | Batman v Superman: Dawn of Justice    | Kal-El / Superman                     |
| 2017      | Sand Castle                           | Kapitein Syverson                     |
| 2017      | Justice League                        | Kal-El / Superman                     |
| 2018      | Mission: Impossible – Fallout         | August Walker                         |
| 2019-2021 | The Witcher                           | Geralt of Rivia                       |
| 2020      | Enola Holmes                          | Sherlock Holmes                       |
| 2020      | Zack Snyder's Justice League          | Kal-El / Superman                     |
| 2022      | Black Adam                            | Kal-El / Superman (post-credit scene) |
| 2022      | Enola Holmes 2                        | Sherlock Holmes                       |
| 2024      | Argylle                               | Agent Aubrey Argylle                  |
| 2024      | The Ministry of Ungentlemanly Warfare | Gus March-Phillips                    |
| 2024      | Deadpool & Wolverine                  | Logan / Cavillrine                    |